# Thomas Stone
Thomas Stone  (1743 Maryland – 5. října 1787 Alexandria, Virginie) byl americký právník a politik, signatář Deklarace nezávislosti Spojených států jako delegát za stát Maryland. Později pracoval ve výboru, který pomáhal v roce 1777 sepsat Articles of Confederation, články považované za první psanou ústavu Konfederace. V roce 1784 působil krátce jako prezident Kongresu.

## Životopis

Znak rodiny Thomase Stona

Thomas Stone se narodil v prominentní rodině v Poynton Manor v Charles County v Marylandu. Byl druhým synem ve velké rodině Davida (1709–1773) a Elizabeth Jenifer Stone. Důležitou politickou kariéru měli i jeho bratři Michael Jenifer Stone (1747–1812), který byl členem Sněmovny reprezentantů Spojených států amerických (United States House of Representatives) a John Hoskins Stone (1750–1804), který se stal sedmým guvernérem v letech 1794 až 1797. Jeho strýcem byl Daniel of St. Thomas Jenifer (1723–1790), který patřil k Otcům zakladatelům Spojených států amerických (Founding Father) a byl signatářem první ústavy Spojených států. Thomas studoval právo v kanceláři Thomase Johnsona v Annapolis, v roce 1764 zahájil vlastní praxi v městě Frederick v Marylandu.
V roce 1768 se Stone oženil s Margaret Brownovou (1751–1787), mladší sestrou Dr. Gustavuse Richarda Browna, považovaného za nejbohatšího muže v kraji. Brzy poté Stone koupil svých prvních 400 akrů půdy. Začal stavbu rodinného domu „Habre de Venture“. Rodina si tam vytvořila svůj domov. Měli tři děti: Margaret (1771–1809), Mildred (1773–1837) a Fredrika (1774–1793). Stoneova právnická praxe jej nutila žít daleko od domova, proto správu plantáže svěřil svému mladšímu bratru Michaelovi.
S blížící se americkou revolucí se Stone se připojil ke Committee of correspondence za Charles County. Od roku 1774 do roku 1776 byl členem Maryland's Annapolis Convention (Shromáždění hrabství Maryland, které fungovalo jako provinční vláda kolonie od roku 1774 do roku 1776 až do prvních dnů vedoucích k americké revoluci). V roce 1775 byl Stone zvolen delegátem Kontinentálního kongresu. Zasedání Kongresu se pravidelně účastnil několik let. Dne 15. května 1776 hlasoval pro vypracování Deklarace nezávislosti, a to navzdory omezením vyplývajícím z Marylandské úmluvy, která bránila delegátům za Maryland v podpoře Deklarace. V červnu bylo omezení zrušeno, takže delegáti za Maryland mohli hlasovat pro nezávislost. Původně byl Stone byl pro otevření diplomatických vztahů s Velkou Británií a nechtěl jít do války, protože on byl nejen pacifista, ale také jako konzervativec nebyl ochotný zahájit strašlivou válku.
Téhož roku byl Stone přidělen do výboru, který měl za úkol vypracovat články Konfederace. V té době byl zasažen osobní tragédií. Jeho manželka Margaret ho navštívila ve Filadelfii v době, kdy zde vypukla epidemie neštovic. Byla sice očkována, ale nepříznivá reakce její stav zhoršila. Její zdraví se zhoršovalo po zbytek života.
Poté, co Stone podepsal Deklaraci nezávislosti, odcestoval se svou ženou domů a odmítl budoucí jmenování do Kongresu, s výjimkou části roku 1784, kdy se schůze konaly v Annapolisu.
Stone přijal zvolení do Senátu v Marylandu od roku 1779 do roku 1785 hlavně proto aby propagoval stanovy Konfederace, které Maryland schválil jako poslední. Vzdal se své právnické praxe a staral o Margaret a jejich rostoucí děti. Jak se její zdraví horšilo, postupně se stáhl z veřejného života. Když Margaret zemřela v roce 1787, stal se depresivní a zemřel pouze o čtyři měsíce později v Alexandrii ve Virginii, údajně na „zlomené srdce“.

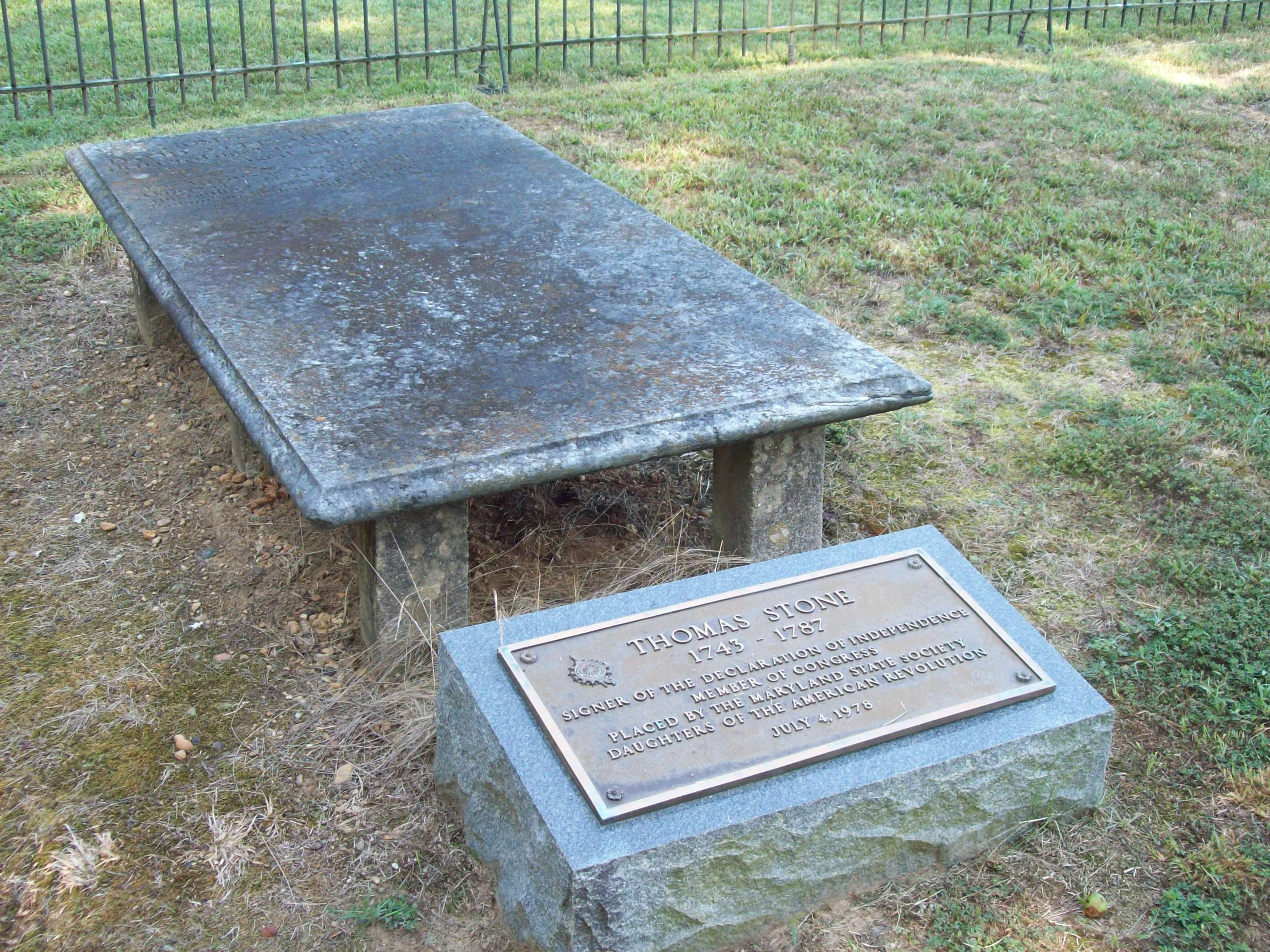
Náhrobek Thomase Stonea, září 2009

Thomas Stone byl pohřben ve svém domě na plantáži. Dům stále stojí. Práci otroků na plantáži rodina využívala po generace.
Po jeho smrti plantáž zůstala v rodině pět generací až do roku 1936, kdy byla prodána. V roce 1977 byla hlavní konstrukce domu těžce poškozena požárem. Služba národního parku koupila nemovitost a obnovila ji podle původních plánů. Dům je dnes středobodem Národního historického místa Thomas Stone a NPS je provozováno jako muzeum. Místo, umístěné na 6655 Rose Hill Road v Port Tobacco Village, Maryland, bylo otevřeno pro veřejnost v roce 1997.